# شركة واينستين
كانت شركة واينستين (بالإنجليزية: The Weinstein Company، واختصارًا: TWC) شركة إنتاج أفلام أمريكيَّة مُستقلة أسَّسها الأخَوان بوب وهارفي واينستين في مدينة نيويورك عام 2005. كانت شركة واينستين إحدى أبرز صُغريات شركات إنتاج الأفلام الكبرى في أمريكا الشماليَّة قبل طرد هارفي واينستين بعد ظهور إدِّعاءات قيامه بالاعتداء والتحرش الجنسيّ، وما أعقب ذلك من مشاكل وصعوبات ماليَّة واجهتها الشركة. في فبراير عام 2018، أعلنت الشركة إفلاسها، واستحواذ إستديو لانترن للترفيه على غالبية أصولها والأفلام التي أنتجتها على مدار السنين. كان للمؤسِّس والرئيس التنفيذيّ للشركة بوب واينستين حصّة صغيرة في الشركة.
في أكتوبر عام 2017، أعلنت الشركة عن إقالة المؤسِّس المشارك والرئيس التنفيذيّ هارفي واينستين، وذلك بعدما اتَّهمته أكثر من مئة امرأة بالتحرش أو الاعتداء الجنسي أو الاغتصاب.
في 26 فبراير عام 2018، أعلنت شركة واينستين في بيان أصدرته عن إعلان نيتها إعلان إفلاسها عقب انهيار صفقة للاستحواذ عليها من قبل مجموعة استثماريَّة برئاسة سيدة الأعمال ماريا كونتريراس سويت. وفي 1 مارس عام 2018، أكدَّ مجلس إدارة الشركة والمجموعة الاستثماريَّة توصّله لاتفاق ستبيع الشركة بموجبه أصولها بقيمة خمسمائة مليون دولار. في 6 مارس عام 2018، انهارت صفقة الاستحواذ من جديد بعدما كشفت الشركة عن وجود دَين بقيمة خمسين مليون دولار وجب عليها تسديده. وبعدها تقدَّمت الشركة بطلب إفلاس بموجب الفصل الحادي العشر بتاريخ 19 مارس عام 2018. وفي 1 مايو عام 2018، استطاعت شركة لانترن للترفيه شراء معظم أفلام الشركة وأصولها في مزاد الإفلاس الخاص بالشركة.

## التاريخ

### السنوات الأولى
انطلقت شركة واينستين بتاريخ 15 مارس عام 2005، بعدما ترك الأخوان بوب وهارفي واينستين شركة ميراماكس للأفلام التي كانا قد شاركا في تأسيسها عام 1979. هذا وقد احتفظ الاثنان بملكية شركة ديمينشن للأفلام. كان من بين أول إصدارات الشركة في نفس عام تأسيسها فيلم الإثارة الدراميّ «خارج عن السكة» من بطولة جينيفر أنيستون، وفينسنت كاسل، وكلايف أوين، وفيلم الدراما الكوميديَّة غير التقليديّ «ترانسميريكا» من بطولة فيليستي هوفمان، والفيلم العائليّ المُحرَّك حاسوبيًا «مخادعة!»، وفيلم الدراما الكوميديَّة التي تقع أحداثه في حقبة الحرب العالميَّة الثانيَّة «السيدة هندرسن تقدم» من بطولة جودي دينش، وبوب هوسكينز، وفيلم الكوميديا السوداء «الماتادور» من بطولة بيرس بروسنان، وغريغ كينير.
في فبراير عام 2006، أعلنت الشركة عن عقدها اتفاق توزيع مع شركة مترو غولدوين ماير حيث تولَّت الأخيرة توزيع الفيلم محليًا في دور العرض داخل الولايات المتَّحدة، في حين احتفظت شركة واينستين بالملكية القانونيَّة طويلة الأمد الخاصّة بكل فيلم. في 13 يوليو عام 2006، أعلن كل من الأخوين واينستين وروبرت جونسون عن إنشاء إستديو أفلام مشترك يدعى إستديو أور ستوريز للأفلام الذي سيهدُف إلى توزيع أفلام ينصب تركيزها على الأمريكيين الأفارقة بصورةٍ أساسيَّة. وفي أواخر أغسطس عام 2006، أُعلِنَ عن شراء الشركة لمحطَّة أوفيشن التلفزيونيَّة بالاشتراك مع مجموعة هابرد الإعلاميَّة. كانت هذه المحطَّة الكبليَّة تُعنى بالفنون وما يشابه ذلك من مواضيع. وفي نوفمبر عام 2006، أعلنت شركة واينستين عن توقيعها عقداً مع شركة مزود الأفلام بلوك باستر مدته ثلاث أعوام أعطاها بموجبه حقوقًا حصريَّة تُمكنِّها وحدها من تأجير أفلام الشركة اعتبارًا من 1 يناير عام 2007. بيدَّ أنَّ مبدأ البيع الأول المنصوص عليه في قانون حقوق التأليف والنشر الأمريكيّ يسمح لشركات تأجير الأفلام الأخرى من تأجير نسخ من أفلام الشركة في حال اشترتها بالتجزئة.
تشاركت شركة واينستين مع شركة ميراماكس إنتاج برنامج تلفزيون الواقع الشهير حول الموضة والأزياء «بروجيكت رانواي» والذي عرضته قناة برافو على شاشتها في أول خمسة مواسم للبرنامج. هذا وقد حاز البرنامج على جائزة بيبودي عام 2007.
في 23 مايو عام 2007، أعلنت شركة واينستين عن إطلاقها ثلاث شركات تجاريَّة مُختصَّة بتوزيع الأفلام مباشرةً للبيع في الأسواق دون إطلاقها في صالات السينما ودور العرض وهي شركة ميريام كوليكشن، وشركة كاليدوسكوب واينستين، وشركة ديمنشن إكستريم.
في 8 فبراير عام 2008، أعلنت شركة واينستين عن إطلاقها لموزِّع جديد يدعى ثيرد ريل كان يركِّز على إصدار الأفلام في أسواق التجزئة المنزليَّة بصورة خاصَّة. في 25 سبتمبر عام 2008، أعلنت الشركة عن إنهائها عقد التوزيع مع شركة مترو غولدوين ماير قبل ثلاثة أشهر من انتهاء مدة سريانه المُتَّفق عليها. وقد جاء هذا على خلفية توصل شركة واينستين لاتفاق مع شوتايم من شأنه عرض أفلام الشركة على شبكة شوتايم التلفزيونيَّة. لم يكن هذا الاتفاق من خلال عقد عرض أفلام مترو غولدوين ماير مع شوتايم بل كان اتفاقًا منفصلًا. كان على عاتق الشركة خلال مدة الثلاث سنوات تقريبًا التي كانت فيها الشركتان متعاقدتان، مهمّة التسويق والترويج للأفلام مع صدورها، في حين تولَّت مترو غولدوين ماير حجز صالات العرض.

### إعادة الهيكلة ماليًا
في يونيو عام 2009، أعلنت شركة واينستين عن تعيينها مستشارًا ماليًّا حتى يتولى مهمة إعادة هيكلة الشؤون الماليَّة الخاصّة بالشركة. منذ يوليو عام 2009، سرَّحت الشركة الكثير من موظَّفيها، فضلًا عن قرار تأخير مواعيد صدور عدد من الأفلام عن تاريخ إطلاقها الأصليّ. وفي 14 سبتمبر عام 2009، أعلنت الشركة عن بيع حصَّتها في شركة جينيس التي تولَّت مهمة توزيع نسخ التجزئة من أفلام الشركة في الولايات المتَّحدة خلال الفترة من عام 2006 حتى عام 2009. أمَّا شركة جينيس فكانت قد أعلنت عن تركها مجال توزيع الأفلام بالتجزئة، وبيعها للحقوق القانونيَّة التي خوَّلتها سابقًا من حفظ الأفلام على أقراص الفيديو الرقميَّة قبل بيعها لشركة فيفندي للترفيه. وهكذا فقد أبرمت شركة واينستين اتفاقاً جديداً مع شركة فيفندي. فازت الشركة في نفس العام بجائزة بيبودي عن مسلسل «وكالة تحقيق السيدات رقم واحد».
في يناير عام 2010، أعلنت الشركة عن تسريح مزيد من العاملين بعدما فشِل فيلم «تسعة» في تحقيق أرباح تُذكر في شباك التذاكر. في 21 فبراير عام 2010، أعلنت شركة واينستين عن توقيعها لاتفاق مع شركة أفلام سوني للترفيه المنزليّ من شأنه إصدار أفلام الشركة على أقراص الفيديو الرقميَّة من خلال مجموعة سوني العالميَّة. حاول الأخوان واينستين في ذلك العام شراء شركة ميراماكس من ديزني، إلَّا أنَّ محاولتهما هذه باءت بالفشل.
في عام 2010، باعت الشركة حقوق أفلامها التي بلغ عددها حينها المئتين للعملاق المصرفيّ غولدمان ساكس وشركة أشورد غارنتي. خلَّصت هذه الصفقة الشركة من مصير إعلان الإفلاس الذي كان ينتظرها. باع غولدمان ساكس حصته في مجموعة أفلام الشركة التي اشترتها أيه إم سي في عام 2015. ووفقًا لموقع ديدلاين هوليوود فسوف تعود حقوق ملكية الأفلام لشركة واينستين نفسها عند تحصيل عائدات الأفلام للديون المتراكمة على الشركة.
في 4 يناير عام 2011، وافقت شركة واينستين على الاستحواذ على حصّة بنسبة 25% من شركة ستارز ميديا وهي شركة فرعيَّ مت شركة أنكور باي للترفيه. وبالتالي أصبحت شركة ستارز ميديا نتيجة الصفقة موزِّع التجزئة لجميع أفلام الشركة. في 3 فبراير عام 2011، حصل الأخوين واينستين على جائزة ترضية من شركتهم الأم السابقة ديزني بقيمة 75 مليون دولار، مما ساعد في تعزيز حضورهم في صناعة الأفلام. ونتيجة لذلك فقد أعلنت ديزني عن تخليها عن حصّتها البالغة نسبتها 50% من برنامج الواقع «بروجيكت رانواي»، فضلًا عن تخفيض حصتها في أربعة أفلام مشتركة تملك فيهم حصص ومن ضمنهم فيلم «سكيري موفي» وفيلم «أطفال جواسيس» من نسبة 50% لتصبح 5%. في 27 فبراير عام 2011، أصبح فيلم «خطاب الملك» الذي وزَّعته الشركة أول فيلم للشركة يفوز بجائزة الأوسكار عن فئة أفضل فيلم في حفل توزيع جوائز الأوسكار الثالث والثمانون. كان هذا الفيلم أول فيلم يفوز به الأخوان بعد فوز فيلم «شيكاغو» بجائزة الأوسكار عن فئة أفضل فيلم في عام 2002 عندما كان بوب وهارفي واينستين في شركة ميراماكس التي أصبحت في حينها شركة تابعة لديزني. كان فيلم «القارئ» لعام 2008، وفيلم «أوغاد مجهولون» لعام 2009 آخر فيلمين لشركة واينستين قبل فيلم «خطاب الملك» ينالان ترشيح أوسكار عن فئة أفضل فيلم دون الفوز بها. كان إنتاج فيلم «أوغاد مجهولون» بالاشتراك مع شركة يونيفرسال للأفلام وشركة أباند أبارت. في مارس 2011، أعلنت الشركة عن استحداث شعبة خاصّة بألعاب الفيديو. شكَّلت هذه الشعبة استشارة استراتيجيَّة مع شركة بيفي ميديا لإنتاج ألعاب الفيديو بغية توطيد العلاقات مع الناشرين ولخلق ألعاب ذات جودة عاليَّة.
في 26 فبراير عام 2012، حصلت الشركة على حقوق إصدار فيلم «الفنان» للمُخرج ميشيل هازنافيسيوس في الولايات المتَّحدة. فاز فيلم «الفنان» بجائزة أفضل ممثل في مهرجان كان السنيمائي (جان دوجاردان). كما نال الفيلم خمسة جوائز أوسكار ومن ضمنها فئة أفضل فيلم. كان هذا الفيلم الثاني الذي ينال أوسكار عن فئة أفضل فيلم في تاريخ الشركة. كان آخر صُغريات شركات إنتاج الأفلام المستقلة الكبرى التي تفوز دورتين متتاليتين للأوسكار عن فئة أفضل فيلم هي شركة أوريون عن فيلم «يرقص مع الذئاب» عام 1990، وفيلم «صمت الحملان» عام 1991.
وزَّعت شركة واينستين أفلامها على عدة صيغ (من ضمنها فيديو حسب الطلب) عبر علامة ريديوس التابعة للشركة. في سبتمبر عام 2013، أعلن بوب وهارفي واينستين عن إطلاقهما لعلامة ديمنشن التابعة للشركة التي ستعمل على توزيع المشاريع ذات الاهتمام المشترك.
في 4 نوفمبر عام 2013، أعلنت الشركة عن حصولها على حقوق التوزيع القانونيَّة لمسلسل الدراما البريطانيّ «بيكي بلايندرز» في الولايات المتَّحدة من شركة إندمول.
في ديسمبر عام 2013، أعلنت ميراماكس وشركة واينستين عن دخولهما في اتفاق مشترك لمدة عشرين عامًا يرمي إلى تطوير وإنتاج أفلام ومسلسلات تلفزيونيَّة وعروض مسرحيَّة مُشتركة. كان من شأن هذا الاتفاق أن مكَّن الأخوين واينستين من استغلال مجموعة الأفلام التي تملكها ميرماكس والتي يتجاوز عددها السبعمئة فيلم. هذا وقد بدأ العمل المشترك على تطوير جزء ثاني لفيلم «راوندرز»، وفيلم «شكسبير عاشقًا»، ومسلسل يستند على أحداث فيلم «غود ويل هانتينغ»، وآخر مستمد عن فيلم «المزاح مع الكوارث». وتضمنت المشاريع الأخرى التي تقرَّر مباشرة العمل فيها فيلم من تأليف ستيفن كولبير يُدعى «الأليبي»، وفيلم مُستوحى عن رواية من تأليف ليز جينسن باسم «الحياة التاسعة للويس دراكس» الذي أراد المخرجين الراحلين أنتوني مانغيلا وسيدني بولاك العمل عليه. اتفقت الشركتين على تولي ميراماكس التمويل والمبيعات الدوليَّة، في حين تولَّت شركة واينستين مهمة العمل على تطوير المشاريع، وتوزيع الأفلام في الولايات المتَّحدة.
في مايو عام 2014، دخلت الشركة في اتفاق تمويل مدة سريانه خمس سنوات مع شركة وورلدفيو للترفيه. فعليًا لم تُموِّل وورلدفيو سوى فيلم الدراما التاريخيَّة «حمى التوليب» وذلك جراء الصعوبات الماليَّة التي عانت منها وولدفيو نتيجة انسحاب رئيسها التنفيذيّ كريستوفر وودرو.
في أبريل عام 2015، أعلنت شركة واينستين عن اقتراب توصّلها لاتفاق ستبيع بموجبه قسم الإنتاج التلفزيونيّ من الشركة لشبكة آي تي في البريطانيَّة بقيمة 950 مليون دولار، بيدَّ أنَّ الاتفاق انهار في شهر مايو قبل إبرامه. أعلنت الشركة في نفس العام عن تسريحها لما يتراوح من أربعين إلى خمسين عاملًا فيها نتيجة عدة عوامل من أبرزها فشل فيلم «بيرنت» في تحقيقه لنجاح تجاري يُذكر في شباك التذاكر. كما قرَّرت الشركة بعد ذلك خفض عدد الأفلام التي ستعمل على إصدارها سنويًا من ثمانية عشر فيلم إلى ما سيتراوح من ثمانية إلى عشرة أفلام، كما ستُخفِّض من عدد الأفلام التي ستستحوذ عليها في المهرجانات السينمائيَّة.
في يوليو عام 2015، أُعلِن عن خروج رئيس العمليات والرئيس ديفيد غلاسر من الشركة لفترة وجيزة من الزمن، وجاء ذلك على خلفية مجموعة من الاستقالات التي شهدتها الشركة في ذلك الوقت. عاد غلاسر مجددًا ليبقى في منصبيه كرئيس عمليات ورئيس لها حتى عام 2018. كما أبدى هارفي واينستين اهتمامه بإعادة الاستحواذ على ميراماكس ودمج الأفلام والمسلسلات التي تملكها الشركتان عندما عُرِضت ميراماكس للبيع في شهر يوليو. في فبراير عام 2016، قرَّرت شركة واينستين عرض أفلامها التي بلغ عددهم حينها نحو 520 فيلمًا بالإضافة إلى غالبية قسم العروض التلفزيونيَّة من الشركة للبيع، ووكَّلت كلًا من بنك موليس وشركائه للاستثمار، وبنك توماس داي للاستثمار، حتى يتولوا عملية بيع قسم العروض التلفزيونيَّة (التي اُسئنِفت بعد تسع أشهر من فشل المحادثات مع آي تي في) من خلال البحث عن مستثمرين استراتيجيين. أعلنت الشركة في الأثناء عن استحواذها على مجموعة بي إن الإعلامية، ولكن قال هارفي واينستين في مقابلة لاحقة بعد صفقة الاستخواذ أنَّه ما زال مهتمًا بدمج الشركة مع ميراماكس والجمع بين أفلامهما تحت مظلة واحدة. في يونيو عام 2016، أعلن جيمس دولان خروجه من مجلس إدارة الشركة واُستبدِل بالملياردير مارك لاسري. وفي 1 أغسطس من نفس العام، أعلن القسم المصرفي الخاص بالإعلام والترفيه من مصرف أوبس عن تمويله لتسهيل ائتماني بمبلغ 400 مليون دولار لشركة واينستين.
في 18 أغسطس عام 2017، أعلنت الشركة عن إطلاقها لشركة ميزتشيف الفرعيَّة التي ستختص بإنتاج الأفلام المُحرَّكة حاسوبيًا. هذا وقد شرح هارفي واينستين أنَّ اسم الشركة مأخوذ من الطريقة التي لفظ بها أحد الأطفال كلمة «ميستشيف». كان الإصدار الأول لهذه الشركة الناشئة هو فيلم فرنسي كندي يُدعى «راقصة باليه» الذي صدر بتاريخ 25 أغسطس عام 2017.

### ادعاءات الاعتداء الجنسي بحق هارفي واينستين
في 5 أكتوبر عام 2017، نشرت صحيفة النيويورك تايمز خبرًا عن توجيه عشرات النساء من ضمنهن أكثر من ستين امرأة في مجال صناعة الأفلام لاتهامات بقيام هارفي واينستين بالتحرش الجنسي والاعتداء الجنسي والاغتصاب.
في 6 أكتوبر، أعلن ثلاثة من أعضاء مجلس إدارة الشركة التسعة (من بينهم لاسري) استقالتهم بعد انتشار أنباء المزاعم في الإعلام. كما أعلن هارفي واينستين عن أخذه لإجازة إلى أجل غير مُسمَّى. وفي 7 أكتوبر، أصبح بول تودور جونز رابع عضو يستقيل من مجلس إدارة الشركة.
في 8 أكتوبر، أعلنت الشركة عن فصلها لواينستين. وأعلن بعدها مدراء الشركة عن عدم ذكر اسم هارفي واينستين في الأفلام المقبلة التي ستصدرها الشركة، فضلًا عن نظرهم في فكرة تغيير اسم الشركة. في 12 أكتوبر، استقال عضو مجلس الإدارة ريتشارد كونيغسبرغ الذي كان من بين الموقّعين على بيان من مجلس إدارة الشركة يدافع عن واينستين.

### جهود البيع وإعلان الإفلاس
في 13 أكتوبر، أنكر بوب واينستين صحة التقارير الإعلاميَّة التي أفادت أنَّ فضيحة شقيقه الجنسيَّة كانت قد أجبرت الشركة على النظر في خيار إغلاقها أو بيعها. أصدر بوب تصريحًا بالبريد الإلكترونيّ يدَّعي فيه أنَّ «شركائنا المصرفيين ومساهمينا يدعمون شركتنا دعمًا كاملًا وليس من الصحيح بأنَّ مجلس الشركة ينظر في خيار بيع أو إغلاق الشركة» وأنَّ «الأعمال التجاريَّة تسير في مجراها الطبيعيّ والاعتياديّ مع تركيز الشركة على المستقبل». تناقضت تصريحات بوب هذه مع ما قاله رئيس الشركة ومدير العمليات ديفيد غلاسر بالإضافة إلى متحدِّث باسم مصرف غولدمان ساكس الذي لديه استثمارات في الشركة. كذلك لم يوقِّع غلاسر وعضوين آخرين في مجلس الإدارة على التصريح الذي أطلقه بوب لوسائل الإعلام.
في 17 أكتوبر، أعلنت مُنتجة مسلسل «ذا ميست» أماندا سيغل عن اتِّهامها بوب واينستين بالتحرش الجنسي. أنكر محاميه بيرت فيلدز هذه الاتِّهامات.
في 14 ديسمبر عام 2017، قدَّم بيرت فيلدز وزميله تشارلز شيفرد التماسًا في المحكمة لإسقاط نزاع في الحقوق كانت شركة غرينبورغ غلوسكر فيلدز تُمثِّل فيه شركة واينستين بسبب تخلف الأخيرة عن دفع ما عليها من أتعاب ومستحقات ماليَّة. كما شدَّدت الشركة القانونيَّة على عدم ارتباطها بتاتًا بالفضائح الجنسيَّة الحاصلة.
هذا وكتب شيبرد في طلب الإسقاط: «أخفقت شركة واينستين في دفع ما عليها لشركة غرينبورغ غلوسكر القانونيَّة مقابل أتعابها القانونيَّة في هذا الشأن، وصرَّحت عن عدم قدرتها الدفع مقابل خدماتها مع تقدّم سير القضية». كما أشار المحاميين إلى أنَّ شركة واينستين كانت توكِّل شركة غرينبورغ غلوسكر القانونيَّة منذ فترة طويلة من الزمن. ولذلك وافقت الشركة القانونيَّة على تولي أمر القضية عندما طُلِبَ منها ذلك، وهذا رغم أنَّ شركة واينستين كانت بالأصل تدين لغرينبورغ غلوسكر بمبالغ كبيرة من المال عن خدمات قانونيَّة سابقة كانوا قد قدَّموها للشركة.
كما ذكر ملف الإسقاط المُقدَّم: «بسبب الطريقة التي كان يتابع فيها المُدَّعي القضية، وبسبب حجم المبالغ المُستحقَّة لغرينبورغ غلوسكر، وبسبب ظهور مسائل غير مرتبطة بهذا التقاضي والتي تطلبت من شركة واينستين التعامل معها (مسائل حظيت بقدر كبير من اهتمام الصحافة الوطنيَّة ومسائل ليس لغرينبورغ غلوسكر علاقة بها بأي طريقة، ولم تلعب فيها غرينبورغ غلوسكر أي دور يُذكر على الإطلاق)، فإنَّ غرينبورغ غلوسكر أصبحت تشعر بالقلق إزاء حصولها على ما عليها مقابل خدماتها».
أخبر بوب واينستين الشركة القانونيَّة بأنَّ شركة واينستين ستقوم بتسديد مبلغ كبير تدين به للشركة في يوم 20 نوفمبر، ولكنها لم تفي بالتزامها هذا أبدًا وفقًا لم ورد في ملف الإسقاط. وبعدها أخبرت نائبة الرئيس التنفيذيّ شركة واينستين سارة سوبل الشركة بعدم تمكنها عن تسديد ما عليها.
كان بيرت فيلدز وغيره من المحامين العاملين في شركة غرينبورغ غلوسكر القانونيَّة قد مثَّلوا شركة واينستين خلال الفترة من عام 2005 حتى شهر ديسمبر من عام 2017.
في 16 أكتوبر عام 2017، نقلت وكالة رويترز عن دخول شركة واينستين في محادثات مع شركة الأسهم الخاصَّة كولوني كابيتال من أجل بيع أصولها. في 7 نوفمبر عام 2017، انسحبت كولوني كابيتال من صفقة الاستحواذ على شركة واينستين. ومن ضمن الأشخاص والشركات التي عبَّرت عن اهتمامها بالاستحواذ على الشركة كل من مغني الراب جاي زي، وشركة يوكايبا، وفياكوم، وليونزغيت إنترتينمنت (التي كانت حينها موزِّع التجزئة الخاص بالشركة وميراماكس)، بالإضافة إلى شركة مترو غولدوين ماير (التي كانت موزِّع صالات العرض السابق للشركة)، وشركة أيه أند إي، ومديرة وكالة إدارة المشاريع الصغيرة الأمريكيَّة ماريا كونتريراس سويت، وكيلر كونتنت، وشركة شامروك القابضة، وشركة فاين البديلة للاستثمار، ومجموعة أنكوراج كابيتال، وشركة إم إس دي كابيتال، ومجموعة بي إن الإعلاميَّة (المالك الحالي لميراماكس)، وشركة تلفزيون سوني بيكتشورز، وشركة فيرسا. اقترحت كونتريراس سويت تحويل شركة واينستين إلى شركة إنتاج تديرها النساء. أمَّا شركة كيلر كونتنت فأرادت التبرع بأرباح الأفلام التي تملك حقوقها الشركة لضحايا الاعتداءات الجنسيَّة. كان من المتوقع تغيير اسم الشركة فور إتمام صفقة الاستحواذ مع أحد الأطراف. كما وافق بوب واينستين على مغادرة الشركة مع احتفاظه بشركة ديمنشن للأفلام. توجب على جميع الأطراف المهتمَّة بالاستحواذ على الشركة تقديم عروض أسعارهم قبل يوم 20 ديسمبر عام 2017. حصرت الشركة قائمة العروض التي قدَّمتها الأطراف الراغبة بشرائها إلى ستة عروض بسعر مبيع أقل من 500 مليون دولار في 4 يناير عام 2018. هذا ولن يحصل أصحاب الشركة على أي مال من صفقة الاستحواذ.
اعتبارًا من 8 نوفمبر عام 2017، كانت قيمة الديون المُتراكمة على الشركة 520 مليون دولار من بينها 220 مليون دولار من التسهيلات الائتمانيَّة الخاصة بالأفلام والعروض التلفزيونيَّة، بالإضافة إلى 150 مليون دولار أخرى من القروض التي أخذتها الشركة لتحمل مصاريف الإنتاج، ووصلت قيمة الديون التي كان على شركة واينستين سدادها لعدة شركات 50 مليون دولار من مجموع الديون الكامل، فضلًا عن ديون بقيمة نحو 100 مليون دولار كان على الشركة دفعها للممثلين الذي عملوا في أفلامها ومسلسلاتها. توقَّعت الشركة أن يشتريها أحد المستثمرين دون الحاجة إلى إعلان إفلاسها بموجب الفصل الحادي العشر وهو ما يخالف توقعات معظم الأطراف المُهتمَّة بالصفقة. أعلنت الشركة عن نيتها إعلان إفلاسها بعد فشل محادثات الاستحواذ. بيدَّ أنَّ المفاوضات عادت للاستمرار من جديد، وجاء ذلك على خلفية الدور الذي لعبه مُدَّعي عام ولاية نيويورك إريك شنايدرمان. وهكذا توَّصل مجلس شركة واينستين لاتفاق باعت بموجبه الشركة جميع أصولها بمبلغ 500 مليون دولار. وأُعلِنَ تغيير اسم الشركة بعد وضع اللمسات الأخيرة على صفقة البيع، واعتماد مجلس مدراء كانت غالبية أعضاءه من النساء. ولكن ما لبث أن انهارت الصفقة مُجددًا بعد الكسف عن وجود ديون إضافيَّة على الشركة بقيمة 50 مليون دولار.
باعت الشركة الحقوق القانونيَّة لثلاثة من أفلامها لشركة وارنر برذرز حتى تغطي ما تحتاجه من مصاريف ماليَّة وهي فيلم «بادينغتون 2»، وفيلم «في الأعالي»، ونسخة الفيلم من مسلسل «رجل الستة ملايين دولار». في 19 يناير عام 2018، أعلنت شركة واينستين تأجيلها لإصدار ثلاثة من أفلامها (فيلم «الحرب مع الجد»، وفيلم «الجانب العلوي»، وفيلم «مريم المجدليَّة») إلى أجل غير مُسمَّى. حصلت شركة إس تي إكس إنترتينمنت فيما بعد على حقوق التوزيع القانونيَّة الخاصَّة بفيلم «الجانب العلوي».
اعتبارًا من فبراير عام 2018، رفعت عدة شركات دعاوى قضائيَّة على شركة واينستين ومن ضمنها شركة أميركان إكسبريس (بقيمة 1.4 مليون دولار)، وشركة لندت السويسريَّة لصناعة الشوكولاتة (بنحو 133 ألف دولار)، وشركة توزيع الأفلام الكنديَّة إنترتينمنت وان (بقيمة 7.2 مليون دولار عن أتعابها في توزيع فيلم «بادينغتون 2»). في مارس عام 2018، نشرت محكمة الإفلاس في ولاية ديلاوير قائمة مؤلَّفة من 394 صفحة للمُقرضين الذين تدين شركة واينستين بالمال لهم، وجاء ذلك بعد إعلان الشركة إفلاسها بموجب فصل الحماية الحادي عشر. شملت القائمة عقارً مملوكًا من موسيقي الروك ديفيد بوي، وابنة الرئيس السابق ماليا أوباما، بالإضافة إلى عدة شركات إنتاج روسيَّة من ضمنها إستديوهات الشراكة الوسطى، وباراديز، وفولغا، وشركة بازيليفز المملوكة لتيمور بيكمامبيتوف. في يناير عام 2019، أعلنت شركة لانترن للترفيه عن عدم مسؤوليتها على ديون شركة واينستين المتراكمة.
في 19 مارس عام 2018، أعلنت الشركة عن إفلاسها رسميًا وأشارت إلى تباحثها مع شركة لانترن حول مناقصة أصولها بقيمة 310 مليون دولار قبيل بيعها في المزاد. بدأ مزاد إفلاس الشركة بتاريخ 4 مايو عام 2018. وبلغ عدد المناقصون ثلاثة وعشرون ممن عبَّروا عن اهتمامهم في شراء أصول مُحدَّدة من الشركة. في 27 أبريل، كانت شركتا ميراماكس ولانترن قد استحوذتا على القسم الأكبر من مبيعات الشركة المُفلسة في المزاد.
في يونيو عام 2018، خفَّضت لانترن من سعر استحواذها على الشركة ليصبح 287 مليون دولار. وفي الشهر التالي، احتجَّ عدد من الممثلين والمخرجين والمنتجين على الاستحواذ حيث ناشدوا قاضي محكمة الإفلاس عدم الموافقة على سعر شراء أصول الشركة دون الحصول على ضمانة قانونيَّة من لانترن تتعهد فيها بتسديد ما عليها من أموال تدين بها الشركة للذين عملوا في أفلام الإستديو.
في 16 يوليو عام 2018، بيعت أصول شركة واينستين لشركة لانترن للأصول الواقعة في دالاس مقابل 289 مليون دولار. هذا وقد نُقِلت الحقوق القانونيَّة لأفلام الشركة السابقة والبالغ عددها 277 فيلمًا إلى شركة لانترن للترفيه. تولَّى أندي ميتشل وميلوس براجوفيك رئاسة الشركة التي سرَّحت 50 من أصل 170 موظفًا. وتقرَّر عمل الرئيسين الجديدين بمشورة لجنة ثلاثيَّة من خبراء الأفلام حتى يساعدوا على اختيار مدير تنفيذي جديد متمَّرس في هذا المجال.
اعتبارًا من 11 يوليو عام 2018، أعلنت نتفليكس عن فسخها لعقد العرض الذي كانت مبرمًا بينها وبين شركة واينستين، وعن توقفها عن استلام أفلام أو عروض تلفزيونيَّة أو دفع حصة أرباح للشركة. أثَّر هذا القرار على موعد صدور الموسم الثالث من مسلسل «سكريم» لمحطة إم تي في (الذي كان من إنتاج شركة ديمنشن، وسوِّق كمسلسل نتفليكس أصلي في الأسواق العالميَّة). في 24 يونيو عام 2019، أُعلِنَ عن نسخة جديدة من مسلسل «سكريم» سينتقل عرضها إلى محطة في إتش 1 قبل العرض الأول للموسم الثالث من المسلسل. عُرِضَ الموسم الثالث للمرة الأولى بتاريخ 8 يوليو عام 2019. وهناك أيضًا مسلسلين آخرين تملكهما الشركة ألا وهما مسلسل «بيكي بلايندرز»، ومسلسل «أطفال جواسيس: مهمة حرجة» اللّذين بقيا مُتاحين للمشاهدة عبر منصات البث الخاصّة على الإنترنت. في فبراير عام 2019، أُعلِن عن توصل لانترن لتسوية مع شركة والت ديزني فيما يخص أفلام الشركة السابقة التي لم تستحوذ لانترن عليها (تتضمن فيلم «سكريم 4»، وفيلم «الماتادور»). وفي يوليو عام 2019، أعلنت سبايغلاس عن تسويتها لادعاءين قانونيين بارزين يتضمنان مطالبة شركة فياكوم بمبلغ 11 مليون دولار فيما يخص سلسلة «سكريم» التلفزيونيَّة، وفيلم «مدينة الخطيئة: سيدة لتقتل من أجلها» (التي لم تستحوذ عليهم لانترن).

### تحقيق مخالفة قانون الحقوق المدنيَّة
في أكتوبر 2017، فتح مُدَّعي عام ولاية نيويورك إريك شنايدرمان تحقيقًا في مخالفة الشركة لقوانين الحقوق المدنيَّة الخاصّة بالولاية وقوانين حقوق الإنسان الخاصَّة بمدينة نيويورك فيما يتعلق بتعاملها مع شكاوي التحرش الجنسيّ وأنواع التمييز الأخرى التي قد يكون تعرض لها موظفون في الشركة. أرسل مكتب الحقوق المدنيَّة التابع للمدَّعي العام أمر استدعاء يطلب قائمة طويلة من المستندات ومن ضمنها أي مستندات أو مراسلات تتعلق بوجود أي تسويات ربما تكون قد أُبرِمت مع المتهمين خارج المحاكم.
نشرت مجموعة من الموظفين في شركة واينستين بيانًا عامًا في مجلة النيويوركر يطلبون فيها تحريرهم من اتفاقات عدم الإفصاح التي وقَّعتهم عليها الشركة والتي تحظر عليهم قانونًا التحدث حول الوقت الذي قضوه في الشركة. كتب الموظفون في تصريحهم «جميعنا علمنا بأنَّنا نعمل عند رجل مزاجه ذائع الصيت. لم نعرف أنَّنا كنا نعمل عند معتدي جنسيّ متسلسل». طلب الموظفون من الشركة رفع بنود اتفاق عدم الإفصاح عنهم حتى يستطيعوا «التحدث بصراحة والتوصل إلى أصول وكيفية ما حدث هنا».
في 11 فبراير عام 2018، رفع المُدَّعي شنايدرمان دعوى حقوق مدنيَّة على الشركة والأخوين هارفي وبوب واينستين قبيل الإعلان المرتقب عن شراء مجموعة استثماريَّة برئاسة سيدة الأعمال ماريا كونتريراس سويت للشركة. اتهمت الدعوى الشركة والأخوين واينستين بمخالفة قوانين التمييز على أساس النوع الاجتماعيّ وقوانين الحقوق المدنيَّة حيث ذكرت بأنَّ الشركة "عاملت الموظَّفين الإناث بقدر أقل من الموظَّفين الذكور بصورة مُتكرِّرة ومُستمرة من خلال التحرش القائم على أساس النوع الاجتماعيّ في مكان العمل، والتحرش على أساس شيء مقابل آخر، والتمييز" من خلال الإبقاء على "مجموعة من الموظَّفين الإناث اللواتي كان عملهن الأساسيّ مرافقة هارفي واينستين لفعاليات من أجل تسهيل هجمات هارفي واينستين الجنسيَّة". كذلك تضَّمنت الدعوى معلومات حول كيف كان مسؤول العمليات الرئيسي في الشركة يتواصل مع مدير الموارد البشريَّة حول الحاجة إلى إجراء تسويات واتفاقات عدم إفصاح بخصوص الشكاوى دون ضلوع مدير الموارد البشريَّة في أي تحقيق أو عملية حلحلة" في أكثر من مناسبة واحدة. كما تُفصِّل الإساءات الكلاميَّة والتهديدات الصادرة عن هارفي واينستين بأنَّه (بالأساس) سيقتل موظفات بصورة مباشرة أو غير مباشرة من خلال إدعاءاته بأنَّ لديه "معارف في المخابرات سيتولون حل مشاكل من أجله".
أراد المُدَّعي شنايدرمان من هذه الدعوى إجبار الشركة على معالجة عدة نقاط عالقة: أولها هو رفع اتفاقات عدم الإفصاح التي ألزمت الموظفين السابقين على توقيعها، فضلًا عن توفير حمايات أفضل للموظَّفين «الذين ما زالوا يُبلِغون بعضًا من نفس المدراء»، وذلك بسبب بقاء معظم المدراء رفيعي الشركة في مناصبهم دون تغيير، ومن بينهم رئيس العمليات الحالي ديفيد غلاسر، وأيضًا بسبب قيمة التعويضات غير الكافية من أجل تعويض الضحايا ممن سيرفعون دعاوى على الشركة. جمعت المجموعة الاستثماريَّة مبلغ 50 مليون دولار من أجل عقد صفقة تعويض، وذلك بالإضافة إلى سياسات التأمين الخاصَّة بالشركة. ظلت اتفاقات عدم الإفصاح الأخرى سارية بين الشركة والمجموعة الاستثماريَّة مما منع أفراد المجموعة من التحدث مع المدَّعي العام حتى يوم 10 فبراير، وهذا مع أنَّ بوب واينستين أنكر الأمر. سخر الأشخاص المطَّلعون على عملية البيع من الوقت الذي جاءت فيه هذه الدعوى معتبرين أنَّ الهدف منها هو «تسجيل نقاط سياسيَّة وإثارة انتباه الإعلام» مما قد يؤدي إلى فشل الصفقة وانهيارها مما يعني مواجهة الشركة للإفلاس وتأخير دفع التعويضات للضحايا. قالت المجموعة الاستثماريَّة أنَّها ستجتمع مع مكتب مُدَّعي عام ولاية نيويورك في غضون بضعة أيام، وقالت بأنَّها ستؤجل النظر في قرار شراء الشركة من عدمه حتى إجراء ذلك الاجتماع.
في 16 فبراير عام 2018، أقالت الشركة رئيس العمليات ديفيد غلاسر «لأحد الأسباب» دون كشفها عن ماهيتها. وفي يوم 20 فبراير، رفع غلاسر دعوى مُضادة على الشركة حيث قال أنَّه لم تُعطى أي أسباب تُبرِّر طرده سوى عبارة «لأحد الأسباب». هذا وقد وُصِفت هذا الإقالة بـ«محض محاولة بائسة لإبعاد الانتباه عن ذات الأشخاص الذين مكَّنتهم صلاحياتهم من وقف سلوك هارفي واينستين المسيء».

### شركة لانترن للترفيه
أغلقت شركة واينستين وموقعها الإلكترونيّ كليًا بعدما بيعت جميع أصولها لشركة لانترن بتاريخ 16 يوليو عام 2018. وفي نوفمبر عام 2018، استحوذت لانترن على الحقوق القانونيَّة الخاصّة بثلاثة أفلام للمُخرج كوينتن تارانتينو بمبلغ قيمته 6.1 مليون دولار حيث كانت شركة واينستين بالأصل قد أصدرت هذه الأفلام الثلاث.
في 13 مارس عام 2019، أعاد غاري باربر وشركة لانترن للترفيه إحياء شركة سبايغلاس الإعلاميَّة مع مجموعة من المستثمرين الآخرين من بينهم شركة وارنر برذر التابعة لأيه تي أند تي. قامت شركة لانترن بوضع غالبية المساهمات في سبايغلاس ومن بينها مجموعة الأفلام التي تملكها الشركة. في مارس عام 2020، أصدر قاضٍ فيدراليّ حكمًا بعدم مسؤولية شركة سبايغلاس عن الأرباح الجاريَّة لشركة واينستين السابقة.

## شركة ريديوس الفرعية
تُعدُّ ريديوس شركة أفلام تابعة لشركة واينستين ضمن قسم توزيع الفيديو حسب الطلب على المنصات المتعدِّدة والإنتاجات المسرحيَّة، ويعود تاريخ انطلاقتها إلى عام 2012. تتخصَّص هذه الشركة بالأفلام المُستقلة والأفلام التي تستهدف شرائح معينة من السوق حيث لا تسعى أفلامها إلى نيل انتباه وإعجاب الشريحة الأكبر من الجماهير. أصدرت الشركة حوالي 35 فيلم حتى عام 2018 من بينها فيلم «عزباء»، وفيلم «زبدة»، وفيلم «20 قدم من النجومية»، وفيلم «الله وحده من يغفر»، وفيلم «لوفلاس»، وفيلم «جميع الأولاد يحبون ماندي لين»، وفيلم «رجل التاي تشي»، وفيلم «فيد آب»، وفيلم «محطم الثلج»، وفيلم «المواطن الرابع»، وفيلم «قرون»، وفيلم «آخر خمس سنوات»، وفيلم «هو يتبع».

## دار واينستين للكتب
في عام 2009، أعاد الأخوين بوب وهارفي واينستين إعادة إحياء دار الكتب التي كانوا قد أسَّسوها في عام 2001 بعدما غيَّروا اسمها من شركة ميراماكس للكتب ليصبح شركة واينستين للكتب. كانت الشركة عبارة عن شراكة استثماريَّة بين شركة واينستين ومجموعة بيرسيوس للكتب. نشر الدار مجموعة متنوعة من الكتب الخياليَّة العامَّة في المجالين الأدبيّ والتجاريّ، بالإضافة إلى كتب غير خياليَّة عن مواضيع إعلاميَّة تستهدف فئات المراهقين.
تولَّت كلًا من المديرة جورجينا ليفت ورئيسة التحرير أماندا موراي شؤون الإدارة الابتكاريَّة للدار منذ عام 2012. انضم مديرة الدعاية كاثلين شميت إلى الدار في عام 2013. تعاونت الدار مع شركة واينستين لإنشاء كتب مصاحبة لأفلام مثل فيلم «أسبوعي مع مارلين»، والكتاب المصاحب لفيلم «متنمر» من تأليف لي هيرش وسينثيا لي، والكتاب المصاحب لفيلم «فرصة واحدة» من تأليف بول بوتس.
في 12 أكتوبر عام 2017، أعلنت مجموعة هاشيت للكتاب (التي كانت قد أشترت ذراع النشر في شركة بيرسيوس في أبريل عام 2016) عن إغلاقها للدار وانتقال الملكية الفكريَّة الخاصة بكتبها والمؤلِّفين العاملين فيها إلى شركة هاشيت.

## أفلام الشركة الأكثر مبيعًا
| المرتبة | الفيلم            | السنة | الإيرادات الداخليّة | ملاحظات                                                            |
| ------- | ----------------- | ----- | ------------------ | ------------------------------------------------------------------ |
| 1       | جانغو الحر        | 2012  | $162,805,434       | صدر عالميًا بالاشتراك مع شركة كولومبيا بيكتشرز.                     |
| 2       | خطاب الملك        | 2010  | $138,797,449       |                                                                    |
| 3       | المعالجة بالسعادة | 2012  | $132,092,958       |                                                                    |
| 4       | أوغاد مجهولون     | 2009  | $120,540,719       | صدر عالميًا بالاشتراك مع شركة يونيفرسال بيكشرز.                     |
| 5       | رئيس الخدم        | 2013  | $116,632,095       |                                                                    |
| 6       | لعبة التزييف      | 2014  | $91,125,683        |                                                                    |
| 7       | فيلم مخيف 4       | 2006  | $90,710,620        | صدر باسم شركة ديمينشن فيلمز، وصدر عالميًا بالاشتراك مع بوينا فيستا. |
| 8       | بادنغتون          | 2015  | $76,223,578        | من إنتاج شركة ستوديو كانال البريطانيّة.                             |
| 9       | 1408              | 2007  | $71,985,628        | صدر باسم شركة ديمينشن فيلمز، وشاركت مترو غولدوين ماير في توزيعه.   |
| 10      | هالووين           | 2007  | $58,272,029        |                                                                    |

## وصلات خارجية
- الموقع الرسمي

- شركة واينستين في قاعدة بيانات الأفلام على الإنترنت